# Зубробизон
Зубробизон, или бизонозубр — гибрид зубра и американского бизона. Сочетает признаки обоих видов, но обычно превосходит их по размеру. Отличается от зубра более крупной головой, строением задних ног и более густой шерстью на голове и шее.
Зубробизоны дают плодовитое потомство как при скрещивании между собой, так и с представителями исходных видов.
Эти животные были впервые получены в 1907 году в Аскании-Нова, от скрещивания самца зубра и самки бизона. Позже было успешно произведено и обратное скрещивание. В 1940 году один самец и четыре самки зубробизона интродуцированы в Кавказский заповедник где хорошо акклиматизировались. Их потомство заняло экологическую нишу кавказского зубра, полностью истреблённого к 1927 году. Затем зубробизоны были завезены в другие районы Кавказа, где успешно размножаются.
Использование зубробизонов вместо чистокровных зубров было вызвано нехваткой последних в СССР в те годы. После Великой Отечественной войны из Польши были получены чистокровные зубры. С тех пор их расселяли по заповедникам и охотничьим хозяйствам. Только на Кавказе сохранились живущие в диких условиях зубробизоны. Во второй половине XX века неоднократно поднимался вопрос о том, чтобы заменить этих животных чистокровными зубрами, но эта идея так и не была реализована .

## Питомник в Ново-Кавголовском лесопарке

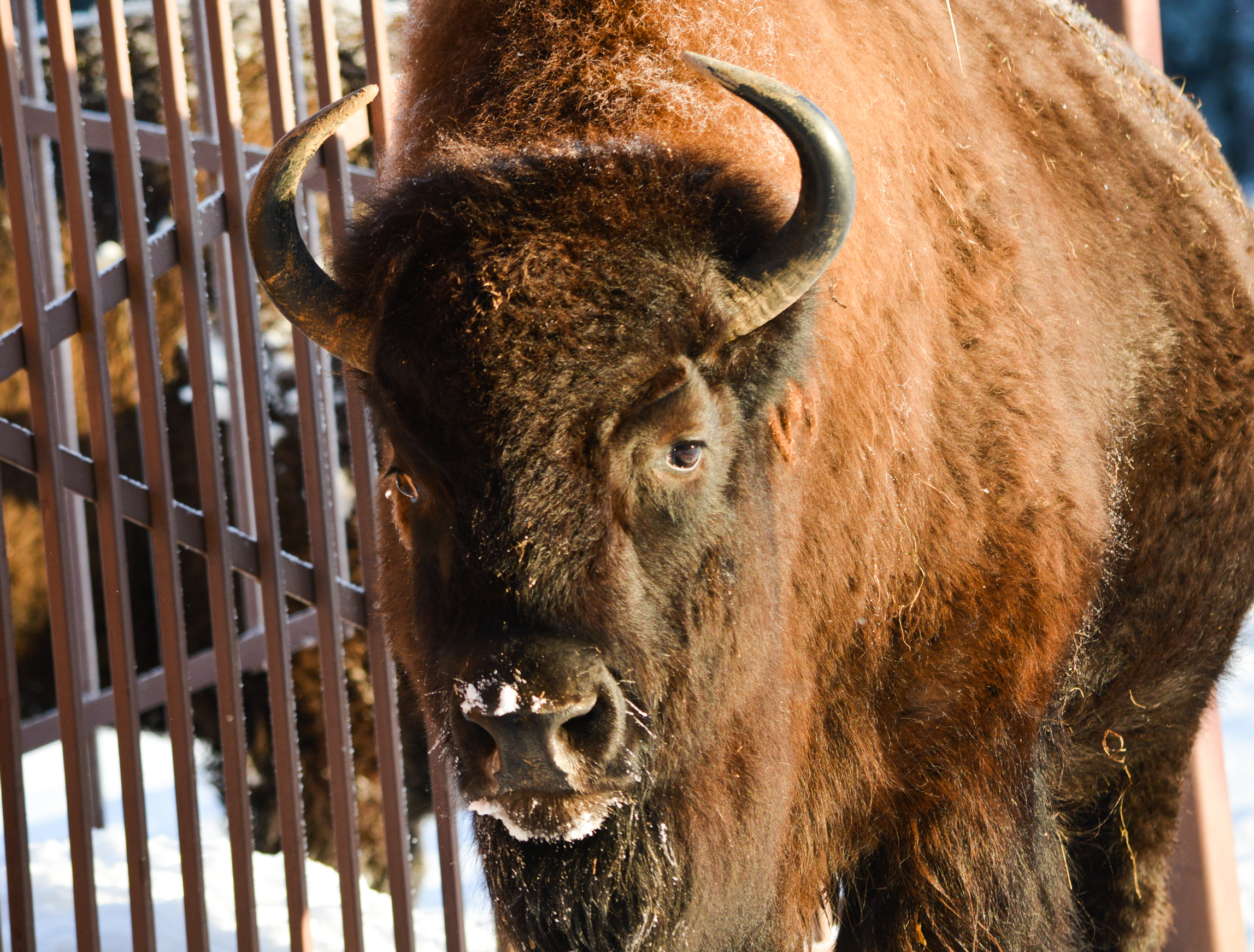
Зубробизон в Ново-Кавголовском лесопарке

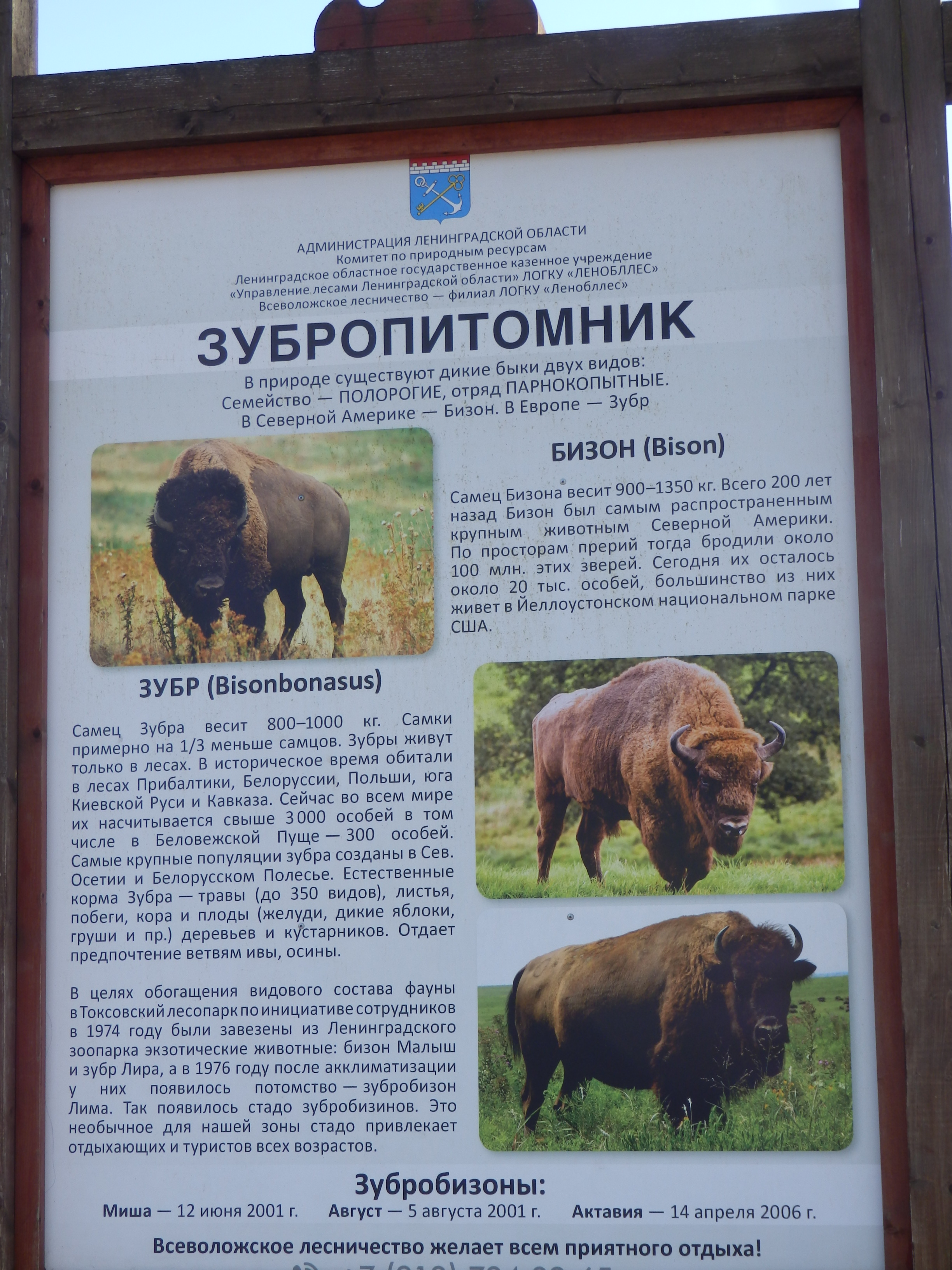
Информационный стенд Токсовского зубропитомника

Питомник зубробизонов функционирует сегодня в Ново-Кавголовском лесопарке посёлка Токсово, близ Санкт-Петербурга. Питомник был основан в 1974 году.
Предки этого стада были частично завезены в 1974—1975 годах из Ленинградского зоопарка, а частично куплены.
У купленного в 1974 году американского бизона Малыш и купленной в 1975 году зубрихи Лиры в 1976 году, после акклиматизации, родилась зубробизониха Лима. Именно эти особи являются предками обитателей зубровника на 2014 год.
К 1979 году стадо насчитывало 16 голов, занимая площадь 5,2 га. Это самое северное место обитания зубробизонов на планете.
На январь 2014 года в питомнике обитали 4 особи: Даша (род. 1996) и зубробизоны Мишка/Миша (род. 12 июня 2001), Августин/Август (род. 5 августа 2001) и Октавия/Актавия (род. 14 мая 2006).
К концу 2021 года поголовье выросло до 8 особей: бизонихи Манана и Мадам, обе из Приокского заповедника, и их дети от зубробизона Августина — Берёзка (2018), Яшка (2019, вожак), Майя (2019), Гром (2020), Победа (2021) и Мишка (2021). В мае 2022 года родился первый телёнок следующего поколения у Берёзки, стадо увеличилось до 9 голов.

## Питомник в «Роевом ручье»
Зубробизоны рождаются также в красноярском парке флоры и фауны «Роев ручей», однако стадо не образуют: когда они подрастают, их обменивают на других животных или продают в зоопарки.